# Sierra de Belén
La Sierra de Belén es un cordón montañoso ubicado en la provincia de Catamarca, Argentina; forma parte integral de las Sierras Pampeanas.

## Ubicación
Abarca el sector que comprende diferentes cordones montañosos del centro oeste del Departamento Belén, como son las Sierras de Las Lajas, de Los Colorados, de Zapata, de Las Escarchitas, y del Volcán, comprendiendo toda la cuenca alta y media del Río Quimivil, cuenca alta del Río El Tolar - 1 oconte, parte de la cuenca alta y media del Río de Pozo de Piedra y cuencas de otros ríos menores de cauces transitorios. Iodo el territorio está ubicado al este del límite interdepartamental de Belén con Tinogasta.